# Anacropora matthai
Anacropora matthai е вид корал от семейство Acroporidae. Видът е световно застрашен, със статут Уязвим.

## Разпространение и местообитание
Разпространен е в Австралия, Индонезия, Малайзия, Микронезия, Палау, Папуа Нова Гвинея, Провинции в КНР, Сингапур, Соломонови острови, Тайван, Тайланд, Фиджи, Филипини и Япония.
Среща се на дълбочина около 5 m.

## Описание
Популацията на вида е намаляваща.